# 李璟根
李 璟根（イ・ギョングン、朝鮮語: 이경근, 1962年11月7日 - ）は大韓民国の柔道家。身長168cm。

## 経歴
自国開催の1985年世界柔道選手権大会65kg級では銀メダル、翌年のアジア競技大会65kg級では優勝し、ソウルオリンピックで金メダルを獲得した。

## 主な戦績
- 1984年 - オーストリア国際　3位
- 1985年 - フランス国際　3位
- 1985年 - 世界選手権　2位
- 1985年 - アメリカ国際　優勝
- 1986年 - 正力国際　優勝
- 1986年 - フランス国際　3位
- 1986年 - アジア大会　優勝
- 1987年 - ドイツ国際　3位
- 1987年 - 環太平洋柔道選手権大会　優勝
- 1988年 - ソウルオリンピック　優勝
- 1988年 - アメリカ国際　優勝
- 1989年 - オーストリア国際　優勝